# Фройцхайм, Отто
Отто Фройцхайм (нем. Otto Froitzheim; 24 апреля 1884, Страсбург — 29 октября 1962, Ахен) — немецкий теннисист. На летних Олимпийских играх 1908 года он завоевал серебряную медаль в одиночном разряде.
В 1908 году на Олимпийских играх в Лондоне Фройцхайм дошёл до финала теннисного турнира в одиночном разряде, в котором проиграл в трёх сетах британцу Ричи. До этого в 1907 году Фройцхайм обыгрывал Ричи в финале открытого чемпионата Германии, всего на его счету семь побед на турнире, что является рекорд чемпионата. В 1912 году Фройцхайм выиграл чемпионат мира на твёрдых кортах, проходивший во Франции. В 1914 году на Кубке Дэвиса Фройцхайм выступал за Германию в паре с Оскаром Крёйзером, в полуфинале турнира немцы уступили команде Австралии и Новой Зеландии. Через несколько часов после их последнего матча стало известно о начале Первой мировой войны.
По совету немецкого консула теннисисты срочно отплыли из США в Геную на итальянском пароходе, но он был перехвачен британским военным кораблём. Несколько месяцев Фройцхайм и Крёйзер провели в Гибралтаре, где им были предоставлены хорошие условия, в том числе дозволялось играть в теннис, но после прибытия большого числа немецких военнопленных теннисистов отправили в Англию, где они наравне с остальными интернированными находились в концентрационном лагере.
Фройцхайм изучал юриспруденцию, работал в судах в Эльзаса, Берлина, Дортмунда и Саргемина, после Первой мировой войны занимал руководящие должности в полиции Берлина, Кёльна и Висбадена. В 1930-е годы занимал высокие посты в администрациях Мерзебурга и Ахена.
В 1924 году Фройцхайм обручился с танцовщицей и актрисой Лени Рифеншталь, которая вскоре разорвала помолвку.